# Зловонен здравец
Зловонният здравец (Geranium robertianum) е вид от рода Здравец. Расте на сенчести, влажни места. На височина е между 20 и 50 cm. Цъфти с дребни, розови цветове. Листата са силно изрязани и към края на лятото придобиват червеникав цвят.